# خلیج سنت وینسنت

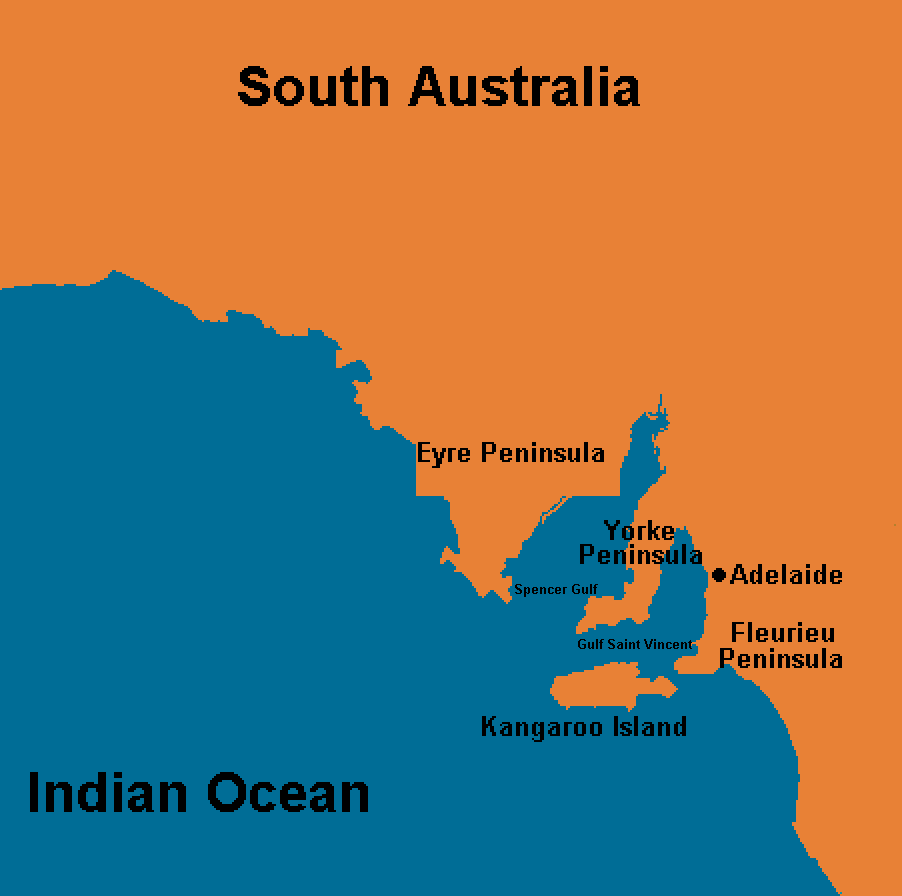
مکان خلیج سنت وینسنت بر روی نقشه

خلیج سنت وینسنت (به انگلیسی: Gulf Saint Vincent) پیشرفتگی مثلثی شکلی از آب‌های اقیانوس هند در جنوب شرقی سواحل استرالیای جنوبی است که در بین شبه‌جزیره یورک در غرب و سرزمین اصلی استرالیا قرار دارد. طول این خلیج تقریباً ۱۴۵ کیلومتر (۹۰ مایل) و عرض آن ۷۳ کیلومتر (۴۵ مایل) است و از طریق تنگهٔ اینوستیگیتر در جنوب غربی آن و گذرگاه بکسترز در جنوب شرقی،، پس از عبور از شمال جزیره کانگورو، به آب‌های اقیانوس هند می‌پیوندد. رودهای گاولر، تورنس و آنکاپارینگا در نزدیکی آدلاید به خلیج سنت وینسنت می‌ریزند. شوری زیاد آب و تبخیر بالای آن به‌واسطهٔ گرمای خورشید سبب شده تا یکی از مهمترین کارخانجات نمک استرالیا در درای کریک در نزدیکی آدلاید در شرق این خلیج ساخته شود.
خلیج سنت وینسنت در سال ۱۸۰۲ میلادی توسط متیو فلیندرز، کاشف انگلیسی مورد کاوش قرار گرفت و به افتخار دریایسالار جان جارویس، ارلِ سنت وینست چنین نامگذاری شد.